# Église de Nilsiä
L'église de Nilsiä (finnois : Nilsiän kirkko) est  une église luthérienne située dans le quartier de Nilsiä à Kuopio en Finlande,.

## Description

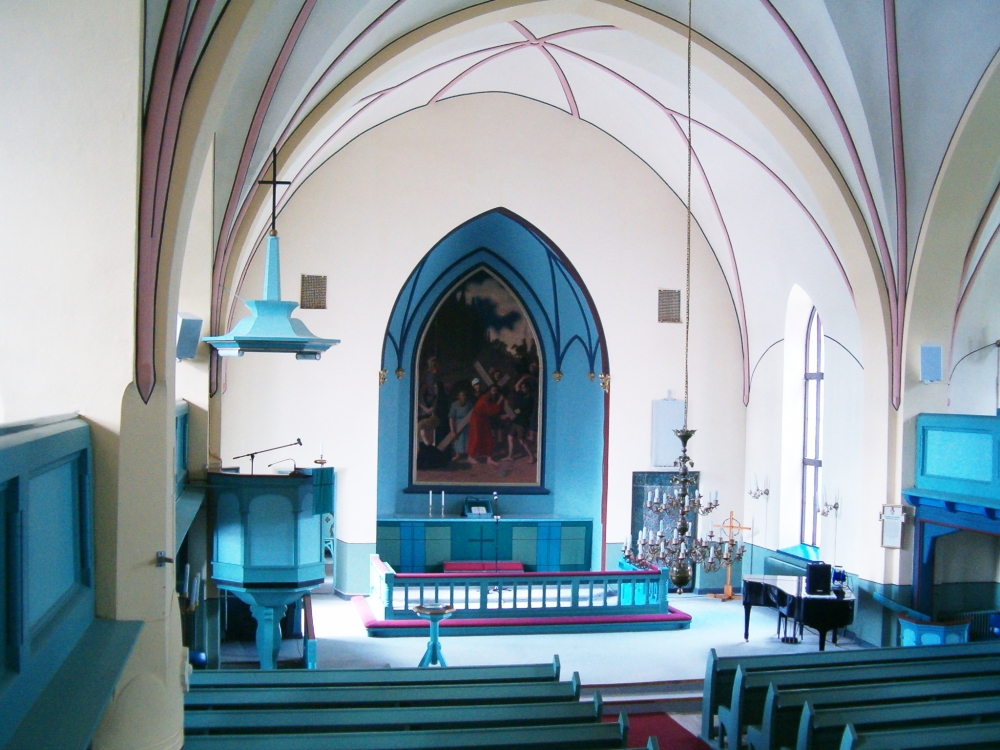
L'intérieur de l'église.

L'église conçue par l'architecte Josef Stenbäck est de style nationaliste romantique.
L'église est construite en 1906 en quartzite.
En 1979, la fabrique d'orgues Tuomi a fourni l'orgue à 25 jeux.
Le retable peint par Juho Rissanen en 1907 représente Jésus sur le chemin de croix.
Le mémorial pour Påhl Henrik Ruotsalainen est dans la cour de l'église.